# Palais Arco-Zinneberg
Pour les articles homonymes, voir Arco-Zinneberg.

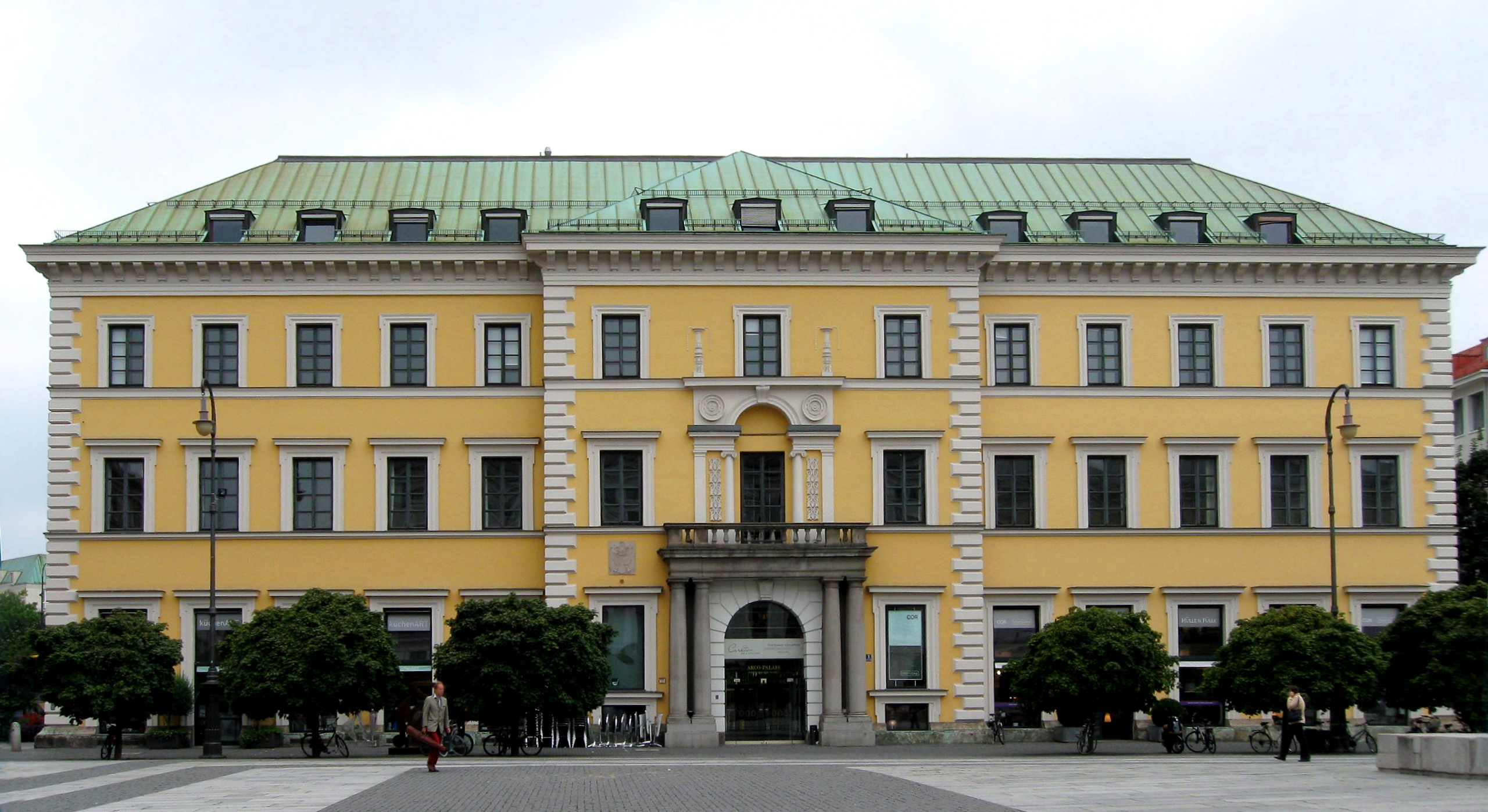
Façade principale du palais Arco-Zinneberg

Le palais Arco-Zinneberg, également appelé Gampenrieder-Palais, est un palais  classique de Munich. Il se trouve du côté ouest de la Wittelsbacherplatz dans le quartier de Maxvorstadt. Après de graves dégâts lors de la Seconde Guerre mondiale et une reconstruction à l'identique au début des années 1960, il est maintenant utilisé comme immeuble de bureaux et d’affaires. Le Palais est classé monument architectural dans la liste des monuments de Munich et constitue donc un bâtiment classé. 

## Histoire

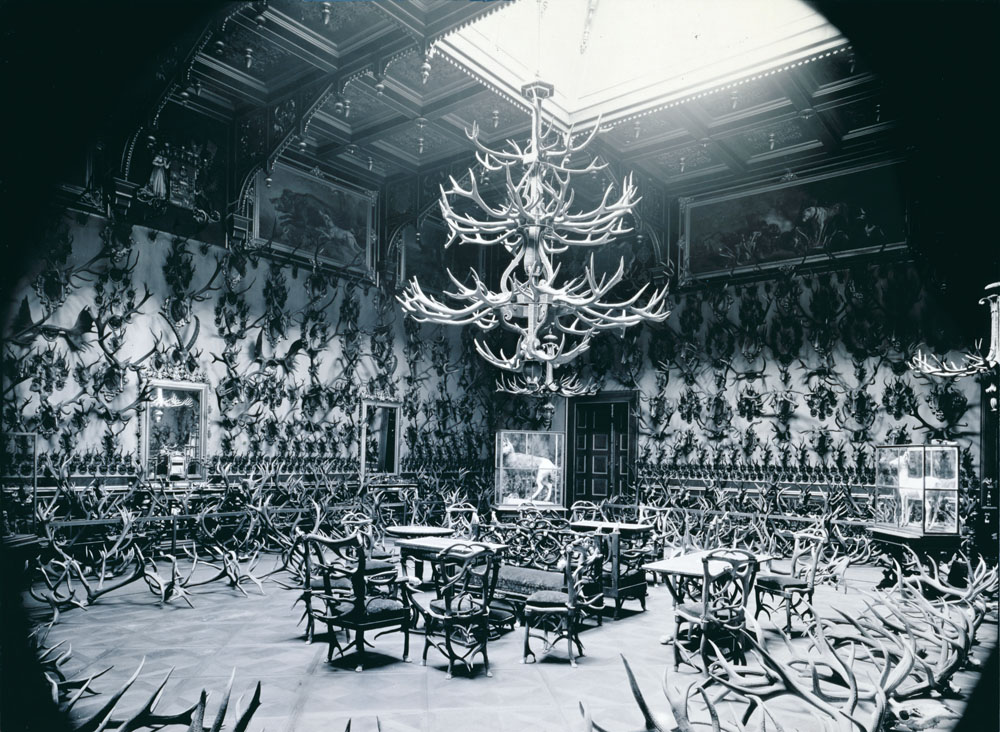
Collection de trophées des Arco-Zinneberg dans le bâtiment vers 1900

Le bâtiment a été construit en 1824-1825  comme bâtiment résidentiel. Il a ensuite été vendu à la famille du comte Arco-Zinneberg. Les plans de la maison ont été fournis par l'architecte de la cour du roi Louis II de Bavière, Leo von Klenze. En 1833, il fut offert en cadeau de mariage au chambellan royal bavarois, le comte Maximilian von Arco-Zinneberg (fils de l'archiduchesse Marie-Léopoldine d'Autriche-Este), qui, avec son épouse Léopoldine von Waldburg-Zeil, y a habité avec leurs 13 enfants. La famille y séjourna surtout pendant les mois d’hiver.  Il a servi d'hôpital militaire pendant la Première Guerre mondiale. À partir de 1928, d’autres modifications suivirent afin de rendre le palais utilisable pour les ateliers allemands. 
Pendant la Seconde Guerre mondiale, le bâtiment a été tellement endommagé par les bombardements de 1944/45 que la famille du propriétaire l'a fait raser après la guerre pour le reconstruire en 1959/60. Seul le portail avec son balcon a été préservé, mais les façades ont été restaurées conformément à l'original. L'intérieur moderne a été réalisé selon les plans de l'architecte Roderich Fick. Le palais appartient toujours à la famille Arco.

## Description

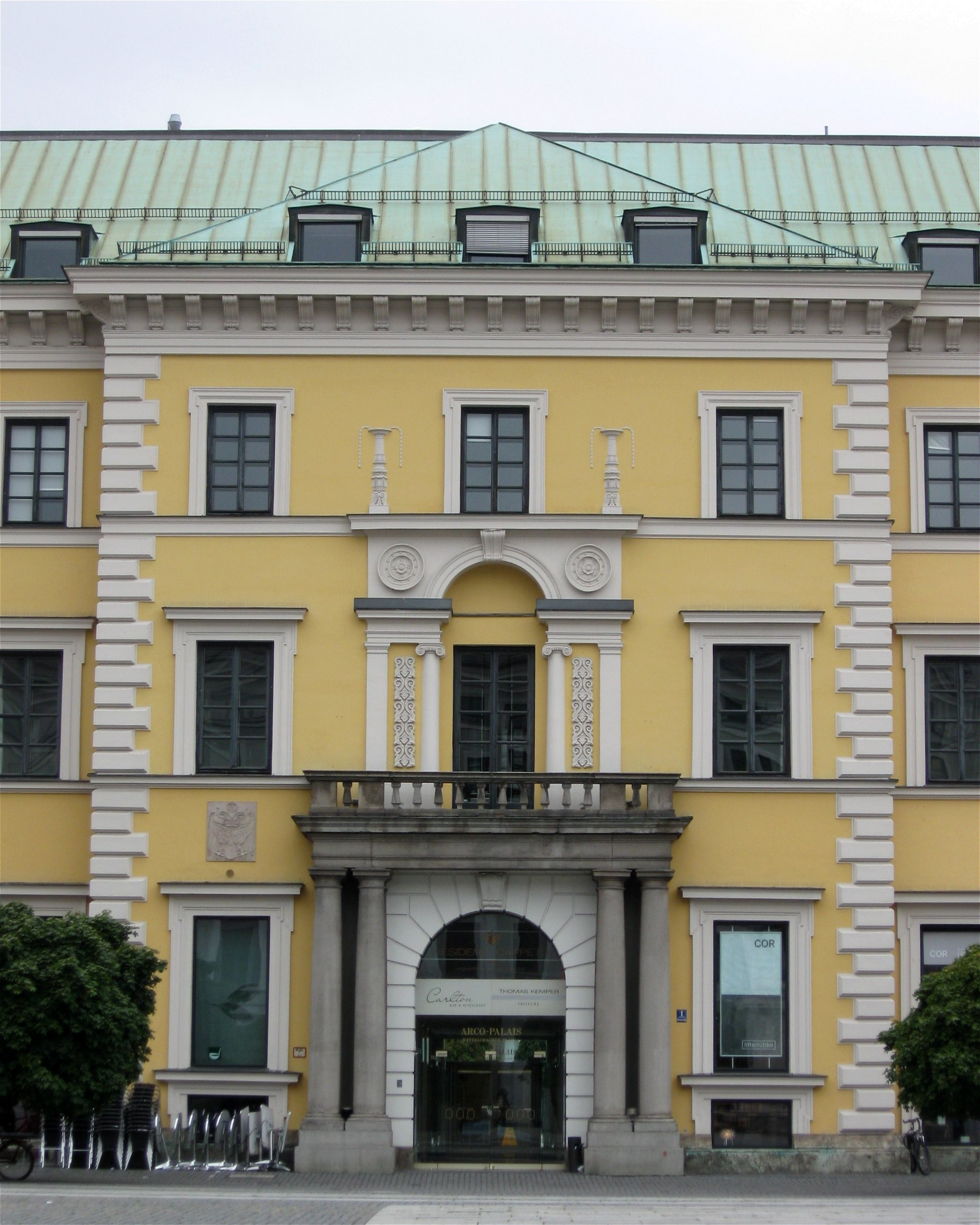
Façade Est

La façade sud faisant face à la rue Brienner Straße comporte cinq axes, comme la façade nord de la Finkenstraße. L'arrière du palais est adjacent à un atrium. 

## Littérature
- Dietmar Hundt, Elisabeth Ettelt: châteaux, palais et palais à Munich. Pannonia, Freilassing 1986,  (ISBN 3-7897-0128-9), p. 40-41.
- Winfried Nerdinger (ed. ): Guide d'architecture de Munich. Reimer, Berlin 2007,  (ISBN 978-3-496-01359-4) .

## Liens Web
- Eintrag zu
- Photos du palais en ruines de guerre 1946